# Янковский, Богдан
Богдан Янковский (польск. Bogdan Jankowski; 18 апреля 1938 года в Гродно - 20 мая 2019, Вроцлав) — польский альпинист, фотограф и инструктор альпинизма, инженер-электроник по профессии. Доктор наук, научный сотрудник Политехнического университета во Вроцлаве.
С 1964 до 2004 года каждый год зимой и летом проводил обучение молодёжи в Татрах, в качестве инструктора Польского союза альпинизма.

## Восхождения
Начал заниматься альпинизмом в 1959 году, сначала в Татрах, а потом и в Альпах. В том числе участвовал в пяти первопрохождениях в Татрах и в первом польском восхождении на Западной стене Эгюий де Блатье по маршруту Брауна-Вилланса в 1967 году.
В 1969—2003 годах принимал участие в многочисленных экспедициях, некоторые из которых достигли значимых результатов и заняли прочное место в истории польского и мирового альпинизма. В 1969 году участвовал в пяти первовосхождений в горах Памиро-Алая, в том числе на вершины: Страж (5207 м), пик А.Федченко (5484 м) и высшую точку Памиро-Алая — пик Скалистый (5621 м). В 1970 году взошёл на пик Ленина. Участвовал в экспедициях, в результате которых были совершены: первовосхождение на Кунианг Киш в 1971 году и первое зимнее восхождение на Эверест в 1980 году. Также принимал участие в других зимних экспедициях Анджея Завады: попытка первого зимнего восхождения на восьмитысячник в конце 1974 года на Лхоцзе, дважды К2 зимой 1987/88 и 2002/03 гг. и дважды Нангапарбат зимой 1996/97 и 1997/98 гг.

## Регалии
Богдан Янковский является почётным членом Польского союза альпинизма и заслуженным деятелем альпинистского сообщества. В 1972—1992 годах был членом правления Польского союза альпинизма, а в 1995—1998 годах — его вице-председателем. С 1974 года по 1980 год являлся председателем Вроцлавского высокогорного клуба, а также в течение многих лет членом его правления.
Как радиолюбитель он занимается радиосвязью в горах и основал группу радиосвязи в Польском союзе альпинизма. Также является инициатором и основателем современной сети радиосвязи Польского союза альпинизма в Татрах. Был ответственным по связи во время гималайских экспедиций.
Дважды награждён золотой медалью «За выдающиеся спортивные достижения» в 1971 и 1980 годах. В 1985 году был награждён Золотым Крестом Заслуги. В 1999 году получил награду Олимпийского комитета Польши «Fair Play». Соавтор книжки «Финальный штурм на Кунианг Киш» (1973 год), а также автор многих статей в журнале «Татерник» и многочисленных фотографий.